# Carl Funck
Carl Funck, född 1 december 1708, död 22 juni 1783 i Östergötlands län, var en svensk friherre, militär och riksråd. 

## Biografi
Carl Funck föddes 1708. Han var son till friherren Gustaf Funck och Christina Cronström. Funck blev 1 oktober 1722 student vid Uppsala universitet och blev 23 februari 1728 extra ordinarie kanslist i Krigsexpeditionen. Han blev 30 april 1730 sergeant vid Svea artilleriregemente, 28 januari 1731 styckjunkare, 6 september 1732 underlöjtnant, 14 november 1734 löjtnant och 5 augusti 1741 kapten.
Deltog i pommerska kriget som generaladjutant hos Mattias Alexander von Ungern-Sternberg och var en av de mest bemärkta bland de högre militärer som trots bestämt förbud reste hem till riksdagen 1760. Samma år blev han överste i armén och 1761 generalfälttygmästare. Sedan gammalt en ivrig mössa tog han framträdande del i riksdagen 1765/66, inkallades i riksrådet 1765, där han var en av mösspolitikens företrädare. Han avsattes 1769 och var på nytt riksråd 27 mars-22 augusti 1772. Funck var kommendör av Svärdsorden.

### Egendom
Funck ägde Hovgården i Hovs socken, Östergötland.

### Familj
Funck gifte sig första gången 22 februari 1739 med friherrinnan Charlotta Cronstedt (1714–1763), dotter till presidenten friherre Carl Cronstedt och Elisabet Arnell. De fick tillsammans barnen Elisabet Gustava Funck (1740–1744), Christina Charlotta Funck (1741–1791) som var gift med krigsrådet Anders Rosenborg, Johanna Gustava Funck (1745–1745), överstelöjtnanten Fredrik Adolf Ulrik Funck (1746–1814), Beata Sofia Funck (1747–1761), majoren Carl Gustaf Funck (1749–1810), Ulrika Helena Funck (1751–1833) som var gift med kaptenen Gabriel Wennerstedt och Fredrika Gustava Funck (1756–1756).
Han gifte sig andra gången 3 december 1765 i Stockholm med Brita Odencrantz (1726–1787), dotter till biskopen Andreas Olavi Rhyzelius i Linköpings stift och Catharina Ihre. Brita Odencrantz var änka efter ryttmästaren friherre Otto Johan Lagerfelt. Funck och Odencrantz fick tillsammans barnen löjtnanten Johan Ture Funck (1767–1824) vid Västmanlands regemente och Alexander Funck (1768–1768).